# Burai Fighter
Burai Fighter (無頼戦士?) è uno sparatutto a scorrimento orizzontale sviluppato da KID e pubblicato da Taito per Nintendo Entertainment System. Il videogioco ha ricevuto una conversione per Game Boy dal titolo Burai Fighter Deluxe (ブライ・ファイター デラックス?, Burai Senshi Deluxe) e un remake per Game Boy Color, pubblicato Agetec con il titolo Space Marauder, conosciuto in Giappone come Burai Fighter Color.

## Modalità di gioco
Simile a Forgotten Worlds, il videogioco si snoda in sette livelli (cinque nella versione Game Boy Color) in cui è necessario eliminare i nemici sparando nelle 8 direzioni e raccogliendo armi e power-up. Il gioco presenta tre livelli di difficoltà.